# MetroLink de San Luis
El Tren Ligero de San Luis  o MetroLink es un sistema de tren ligero que abastece al área metropolitana de San Luis, Misuri. Inaugurado el 31 de julio de 1993, actualmente el Tren Ligero de San Luis cuenta con 2 líneas y 37 estaciones.

## Administración
El Tren Ligero de San Luis es administrado por la Bi-State Development Agency.